# ستيف براون (لاعب كرلنغ)
ستيف براون (بالإنجليزية: Steve Brown)‏ هو لاعب كرلنغ أمريكي، ولد في 22 نوفمبر 1946 في غالسفيل في الولايات المتحدة.

## وصلات خارجية
- ستيف براون على موقع الاتحاد الدولي للكرلنغ (الإنجليزية)
- ستيف براون على موقع أوليمبيديا (الإنجليزية)
- ستيف براون على موقع اللجنة الأولمبية والبارالمبية الأمريكية (الإنجليزية)